# Cryphoeca carpathica
Espèce
Cryphoeca carpathica est une espèce d'araignées aranéomorphes de la famille des Cybaeidae.

## Distribution
Cette espèce se rencontre en Europe de l'Est.

## Description
Les mâles mesurent de 3,4 à 4,6 mm et les femelles de 3,4 à 4,6 mm

## Étymologie
Son nom d'espèce lui a été donné en référence au lieu de sa découverte, les Carpates.

## Publication originale
- Herman, 1879 : Magyarország pók-faunája. Budapest, vol. 3, p. 1-394.